# 魯特卡河
魯特卡河是俄羅斯的河流，位於基洛夫州和馬里埃爾共和國，屬於伏爾加河的支流，河道全長153公里，流域面積1,950平方公里，河流在每年11月至4月底結冰。